# Starkt material
Starkt material var ett radioprogram i Sveriges Radio P3 under 2007. Programledare var Patrik Ehrnst och Anders Johansson. Starkt material beskrevs som en blandning mellan ett nyhets- och humorprogram då programmet diskuterade aktuella nyheter med inslag av humor. Programmet sändes på torsdagar mellan 16.08 och 18.00.